# Wacław Orłowski
Wacław Orłowski ([ˈvat͡swaf ɔrˈwɔfski]; * 5. Januar 1945 in Braunau am Inn) ist ein ehemaliger polnischer Ringer.

## Werdegang
Wacław Orłowski wurde, nachdem er in Braunau am Inn, wohin seine Mutter kriegsbedingt verschlagen worden war, geboren wurde, nach dem Krieg nach Polen repatriiert. Dort begann er als Jugendlicher beim Sportverein Kolejarza Kraków mit dem Ringen. Später wechselte er zu Daliny Mysłowice, Stomil Dębica und Wisłoka Dębica. Seine Trainer waren in jenen Jahren Mieczysław Radoń, Tadeusz Popiołek, Czesław Korzeń, Zygmunt Dmowski und Janusz Traczewski. Er konzentrierte sich voll auf den griechisch-römischen Stil. Der 1,82 Meter große Athlet rang zunächst im Mittelgewicht, wechselte aber schon bald in das Halbschwer- und sogar in das Schwergewicht.
Bereits bevor er im Jahre 1968 erstmals polnischer Meister bei den Senioren im Halbschwergewicht werden konnte, wurde er im Jahre 1967 in Bukarest bei der Weltmeisterschaft im Mittelgewicht eingesetzt. Dank eines Freiloses in der 1. Runde, einem Sieg über Franz Pötsch aus Österreich und Unentschieden gegen Wenko Zinzarow aus Bulgarien und den Olympiasieger Branislav Simić aus Jugoslawien gewann er, nachdem er seinen letzten Kampf gegen Walentin Olenik aus der UdSSR verloren hatte, ganz überraschend eine WM-Bronzemedaille.
1968 startete Wacław Orłowski zunächst bei der Europameisterschaft in Västerås im Halbschwergewicht. Er verlor dort aber gegen Caj Malmberg aus Finnland und Nicolae Martinescu aus Rumänien und landete deshalb nur auf dem 11. Platz. Bei den Olympischen Spielen 1968 in Mexiko-Stadt gelang ihm im Halbschwergewicht ein Sieg über den Japaner Takeshi Nagano. Gegen Tore Hem aus Norwegen und Nikolai Jakowenko aus der UdSSR verlor er. Der Sieg über Nagano reichte aber für den 6. Platz.
In den folgenden Jahren erwuchsen ihm in Polen vor allem in Czesław Kwieciński und in Andrzej Skrzydlewski zwei äußerst starke Rivalen, so dass er sich nicht mehr regelmäßig für die Teilnahme an den internationalen Meisterschaften qualifizieren konnte.
1970 wurde er aber wieder polnischer Meister im Schwergewicht. Er weilte in diesem Jahr mit der polnischen Ringer-Nationalmannschaft zur Vorbereitung auf die internationalen Meisterschaften auch zu drei Länderkämpfen in der Bundesrepublik Deutschland. In Salzgitter und in Bad Hersfeld rang er dabei gegen Lorenz Hecher aus Hallbergmoos jeweils unentschieden und in Kassel gewann er über Karl-Heinz Gerdsmeier aus Aschaffenburg nach Punkten.
Danach ging bei der Europameisterschaft in Berlin (Ost) an den Start. Er siegte dort über Jürgen Klinge aus der DDR und rang gegen den sowjetischen Starter Wassili Merkulow unentschieden. Eine Niederlage gegen Marin Kolew aus Bulgarien verhinderte aber einen erneuten Medaillengewinn. Er musste mit dem undankbaren 4. Platz zufrieden sein. Wacław Orłowski wurde 1970 auch bei der Weltmeisterschaft in Edmonton eingesetzt. Dort gelang ihm ein Sieg über Hassan Ali Bechara aus dem Libanon und ein Unentschieden gegen Per Svensson aus Schweden, der bei dieser Veranstaltung Weltmeister wurde. Gegen Ferenc Kiss aus Ungarn und gegen Stefan Petrow aus Bulgarien unterlag er aber und kam damit auf den 6. Platz.
Den letzten Start bei einer internationalen Meisterschaft absolvierte Wacław Orłowski bei der Weltmeisterschaft 1971 in Sofia. Im Schwergewicht siegte er dort über Khalid aus dem Irak und über Gıyasettin Yılmaz aus der Türkei, unterlag aber gegen Lorenz Hecher und gegen Marin Kolew und platzierte sich damit auf dem 6. Rang.
Für die Teilnahme ab den Olympischen Spielen 1972 in München konnte er sich in Polen gegen Andrzej Skrzydlewski nicht mehr durchsetzen.
Wacław Orłowski beendete 1973 seine internationale Ringerlaufbahn. Auf nationaler Ebene war er aber noch einige Jahre lang am Start und wurde 1973 auch noch einmal polnischer Meister im Schwergewicht. Nach seiner aktiven Zeit als Ringer absolvierte er, der in seiner Jugend eine Lehre als Mechaniker abgeschlossen hatte, eine Ausbildung zum Sportlehrer. Ab 1978 war er auch als Ringertrainer bei BKS Bochnia tätig. Er wechselte aber bald das Metier und wurde Geschäftsmann.

## Internationale Erfolge
(alle Wettbewerbe im griechisch-römischen Stil, OS = Olympische Spiele, WM = Weltmeisterschaft, EM = Europameisterschaft, Mittelgewicht bis 1968 bis 87 kg, ab 1969 bis 82 kg, Halbschwergewicht bis 1968 bis 97 kg, ab 1969 bis 90 kg, Schwergewicht, ab 1969 bis 100 kg Körpergewicht)
| Jahr | Platz | Wettbewerb                                | Gewichtsklasse | |
| 1967 | 3.    | WM in Bukarest                            | Mittel         | mit einem Freilos und einem Sieg über Franz Pötsch, Österreich, Unentschieden gegen Wenko Zinzarow, Bulgarien u. Branislav Simić, Jugoslawien u. einer Niederlage gegen Walentin Olenik, UdSSR |
| 1968 | 1.    | „Dan-Kolew“-Turnier in Sewljewo/Bulgarien | Halbschwer     | vor Lazarow u. Marin Kolew, bde. Bulgarien |
| 1968 | 11.   | EM in Västerås                            | Halbschwer     | nach Niederlagen gegen Caj Malmberg, Finnland u. Nicolae Martinescu, Rumänien |
| 1968 | 6.    | OS in Mexiko-Stadt                        | Halbschwer     | mit einem Sieg über Takeshi Nagano, Japan u. Niederlagen gegen Tore Hem, Norwegen u. Nikolai Jakowenko, UdSSR                                                                                  |
| 1969 | 3.    | Intern. Turnier in Bukarest               | Schwer         | hinter Nicolae Martinescu u. Chitu, bde. Rumänien |
| 1970 | 4.    | EM in Berlin (Ost)                        | Schwer         | mit einem Sieg über Jürgen Klinge, DDR, einem Unentschieden geen Wassili Merkulow, UdSSR u. einer Niederlage gegen Marin Kolew                                                                 |
| 1970 | 6.    | WM in Edmonton                            | Schwer         | mit einem Sieg über Ali Hassan Bschara, Libanon, einem Unentschieden gegen Per Svensson, Schweden u. Niederlagen gegen Ferenc Kiss, Ungarn u. Stefan Petrow, Bulgarien                         |
| 1971 | 6.    | WM in Sofia                               | Schwer         | mit Siegen über Khalid, Irak u. Gıyasettin Yılmaz, Türkei u. Niederlagen gegen Lorenz Hecher, BRD u. Marin Kolew                                                                               |
| 1972 | 1.    | „Nikola-Petrow“-Turnier in Sofia          | Schwer         | vor Andrzej Skrzydlewski, Polen u. Ferenc Kiss |